# EX Большой Медведицы
EX Большой Медведицы (лат. EX Ursae Majoris) — одиночная переменная звезда в созвездии Большой Медведицы на расстоянии приблизительно 3277 световых лет (около 1005 парсеков) от Солнца. Видимая звёздная величина звезды — от +11,38m до +10,9m.

## Характеристики
EX Большой Медведицы — пульсирующая переменная звезда типа RR Лиры (RRAB).